# تحليل تنبؤي
يشتمل التحليل التنبئي أو التوقعي (بالإنجليزية: Predictive analytics)‏ على العديد من التقنيات من علوم الإحصاء و تعلم الآلة و التنقيب في البيانات و نظرية الألعاب بحيث تحلل الوقائع الحالية و التاريخية بهدف الحصول على تنبؤ مستقبلي.
في مجال الأعمال، تعمل النماذج التنبئية على استغلال الأنماط الموجودة في البيانات التاريخية و البيانات التعاملية (transactional data) لتحديد المخاطر و الفرص. تقوم هذه النماذج بتحديد العلاقات ما بين العديد من العوامل لتقييم أي احتمالية خطر مرتبط بمجموعة من الشروط.
يستخدم التحليل التنبؤي في العلوم الإكتوارية و التسويق و الخدمات المالية و التأمين و الاتصالات و الصحة، إضافة إلى قطاعات أخرى.
من أشهر التطبيقات هو التقييم الائتماني (credit scoring) المستخدم في الخدمات المالية. يقوم التقييم الائتماني بدراسة تاريخ العميل الائتماني، إضافة إلى طلبات القروض و معلوماته الأخرى بهدف تقييم العملاء و ترتيبهم على أساس احتمالية دفعهم للدفعات الائتمانية المستقبلية في وقتها المحدد.

## تعريف
يعتبر التحليل التوقعي أو التحليل التنبئي نوعا من التنقيب في البيانات هو مجال للتحليل الإحصائي للبيانات هدفه استخلاص معلومات حول التغيرات السلوكية المستقبلية، يتأسس التحليل التوقعي على فهم العلاقة بين المتغيرات التي تتسبب في الأحداث و المتغيرات المتغيرة مع الاحداث أو المتوقعة (المظاهر و الأسباب) المنبثقة عن تجارب في الماضي و استعمال هذه العلاقات من أجل توقع المستقبل.
تجدر الإشارة إلى أن نتائج التحليل التوقعي تتأثر بشكل كبير بجودة الفرضيات و مستوى تحليل البيانات.

## الأنواع

### الأنماط التوقعية
تقوم الأنماط التوقعية بتقدير احتمال أن يقوم زبون ما بسلوك معين بغية تعزيز فعالية التسويق